# Calliergis
Calliergis – rodzaj motyli z rodziny sówkowatych.
Motyle te mają dużą głowę o szerokim czole i dobrze wykształconej ssawce. Stosunkowo wąski tułów ma łuski na przedtułowiu uformowane w wyraźnie sterczący czubek. Dość wąski i krótki odwłok ma po stronie grzbietowej kilka kępek odstających łusek włosowatych.
Przedstawiciele rodzaju występują w krainie palearktycznej. W Polsce rodzaj reprezentuje tylko C. ramosa.
Takson ten wprowadzony został w 1821 roku przez Jacoba Hübnera. Zalicza się do niego gatunki:
- Calliergis draesekei (Draudt, 1950)
- Calliergis ramosa (Esper, 1786)
- Calliergis ramosula (Staudinger, 1888)